# Триггер (конь)
Три́ггер (англ. Trigger; 4 июля 1934, Сан-Диего, Калифорния — 3 июля 1965, Эппл-Валли, Калифорния) — жеребец окраса паломино, высотой 15,3 хэндов (160 см), прославившийся многочисленными съёмками в американских вестернах в 1938—1965 годах. «Самый умный конь в кино» (англ. The Smartest Horse In The Movies). Хозяин — известный ковбой и киноактёр Рой Роджерс.

## Родословная
Го́лден Кла́уд (с англ. — «Золотое Облако») родился 4 июля 1934 года (возможно, в 1932 году) в Сан-Диего (Калифорния). Впервые появился на экране в возрасте четырёх лет (или, соответственно, шести лет), и за 27 лет своей карьеры снялся в примерно 90 фильмах и сериалах. В 1943 году его приобрёл известный ковбой и киноактёр Рой Роджерс, который дал ему новое имя Триггер (подразумевая элемент оружия — спусковой крючок) и далее снимался с ним во всех своих фильмах; человек и животное стали настолько дружны, что актёр часто подписывался как «Рой Роджерс и Триггер». Роджерс купил Триггера за огромную сумму в 2500 долларов (ок. 41 700 долларов в ценах 2022 года); в то время сам зарабатывал 75 долларов в неделю по контракту с Republic Pictures. Вскоре в результате тренировок Триггер выучил около 150 приёмов, например, мог пройти до 15 метров на задних ногах, кланялся, видя, что ему аплодируют, мог сесть на стул, подняться и спуститься на 3-4 лестничных пролёта, умел развязывать верёвки и стрелять из пистолета.
Режиссёр Уильям Уитни много и с удовольствием снимал Роя Роджерса с Триггером.
У Триггера были два дублёра — внешне схожие лошади (не имевшие с ним родства) Маленький Триггер и Триггер-младший.

## Смерть и наследие
Триггер умер 3 июля 1965 года на ранчо Роджерса в городке Эппл-Валли (Калифорния). Хозяин заплатил хорошие деньги, чтобы сделать чучело из своего умершего друга. Шкура Триггера была профессионально натянута на поролоновое «туловище», и получившееся чучело было выставлено в «Музее Роя Роджерса и Дейл Эванс», когда тот открылся в Эппл-Валли в 1967 году. В 1976 году это чучело было перевезено вместе с музеем в Викторвилл (Калифорния), а в 2003 году — в Брэнсон (Миссури). Над музеем в Викторвилле возвышалась 7-метровая точная копия Триггера, вставшего на дыбы, которая была хорошо видна с шоссе и служила отличным ориентиром для музея. Роджерс позволил клубу американского футбола «Денвер Бронкос» сделать стеклопластиковую копию Триггера: и поныне (2011 год) она, названная Бронко Баки, стоит на стадионе «Эмпауэр Филд эт Майл Хай».
В 2009 году «Музей Роя Роджерса и Дейл Эванс» был закрыт, его экспонаты были выставлены на аукционе «Кристис» в Нью-Йорке. Чучело Триггера за 266 500 долларов купил телеканал RFD-TV.

## Избранная фильмография
В 1938—1943 годах без указания в титрах; после, когда его хозяином стал Рой Роджерс, имя Триггера всегда появлялось в титрах рядом с именем Роджерса.
- 1938 — Под западными звёздами / Under Western Stars — Триггер
- 1938 — Приключения Робин Гуда / The Adventures of Robin Hood — конь Девы Мэриан
- 1940 — Малыш из Карсон-Сити[англ.] / The Carson City Kid — конь «Малыша из Карсон-Сити»
- 1944 — Бразилия[англ.] / Brazil — Триггер
- 1944 — Голливудская столовая[англ.] / Hollywood Canteen — Триггер
- 1944 — Серенада озера Плейсид[англ.] / Lake Placid Serenade — Триггер
- 1945 — По тропе Навахо[англ.] / Along the Navajo Trail — Триггер
- 1945 — Не загоняй меня в угол[англ.] / Don't Fence Me In — Триггер
- 1946 — Песнь Аризоны[англ.] / Song of Arizona — Триггер
- 1946 — Мой приятель Триггер[англ.] / My Pal Trigger — Триггер[13]
- 1947 — Колокола Сан-Анджело[англ.] / Bells of San Angelo — Триггер
- 1947 — Весна в горах Сьерры[англ.] / Springtime in the Sierras — Триггер
- 1948 — Под звёздами Калифорнии[англ.] / Under California Stars — Триггер
- 1948 — Время мелодий / Melody Time — Триггер[13]
- 1950 — Колокола Коронадо[англ.] / Bells of Coronado — конь Роя
- 1950 — Сумерки в горах[англ.] / Twilight in the Sierras — Триггер, конь Роя
- 1950 — Закат на Западе[англ.] / Sunset in the West — Триггер, конь Роя
- 1951 — Комедийный час Colgate[англ.] / The Colgate Comedy Hour — Триггер (в эпизоде от 16 декабря)
- 1951—1957 — Шоу Роя Роджерса[англ.] / The Roy Rogers Show — Триггер (в 101 эпизоде)
- 1952 — Сын бледнолицего[англ.] / Son of Paleface — Триггер[13]
- 1959 — Псевдоним — Джесси Джеймс[англ.] / Alias Jesse James — Триггер[14]
- 1964—1965 — Голливудский дворец[англ.] / The Hollywood Palace — Триггер (в 2 эпизодах)

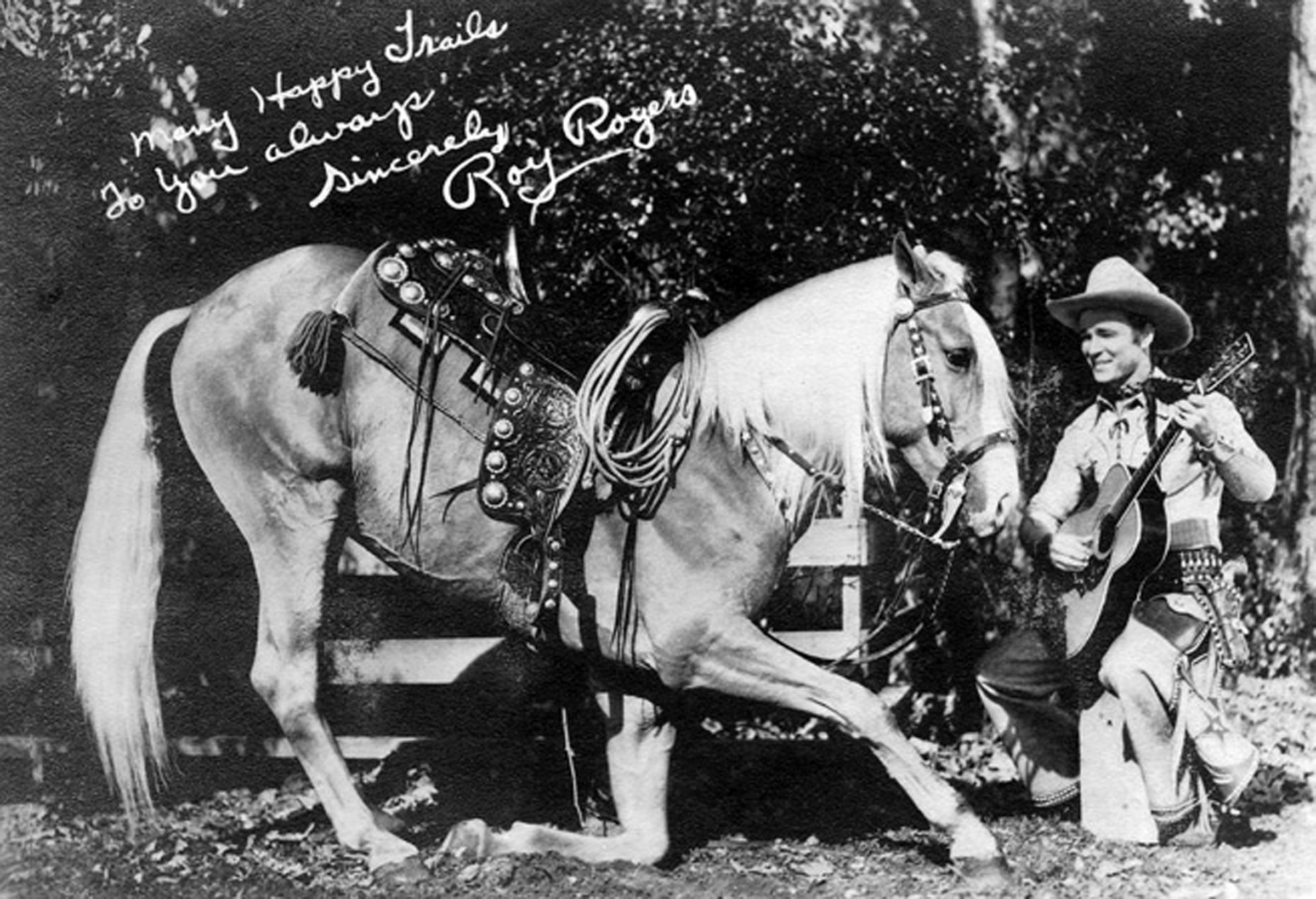
Рой Роджерс и Триггер
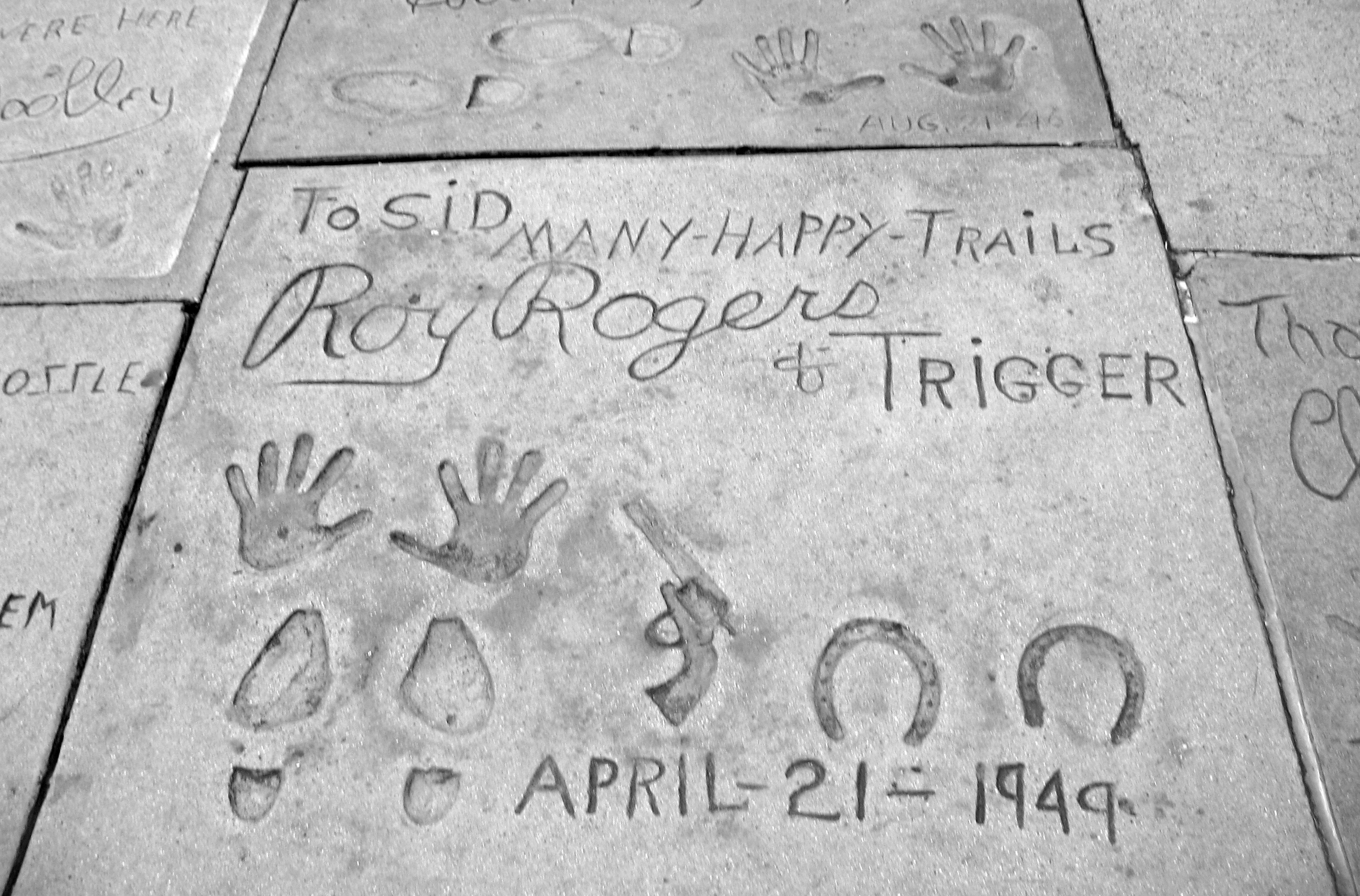
Отпечатки Роя Роджерса и Триггера у «Китайского театра TCL»
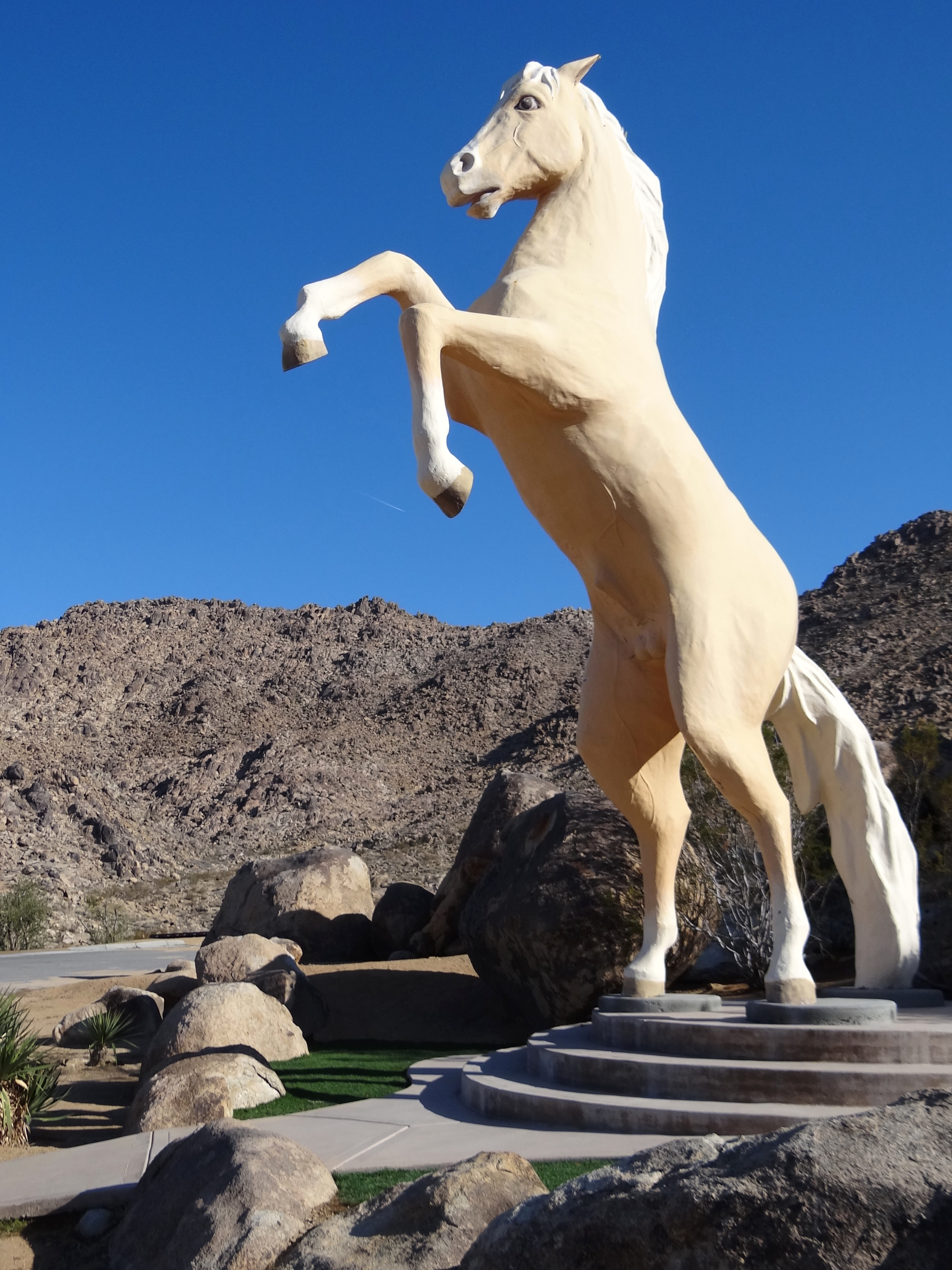
Статуя Триггера на кладбище «Сансет Хиллз» в Эппл-Валли[англ.]